# Katie Holmes
Kate Noelle "Katie" Holmes (Toledo, Ohio, 18 de desembre de 1978) és una actriu estatunidenca que ha treballat sobretot a la televisió. Es va donar a conèixer amb la sèrie Dawson's Creek però també ha fet papers en algunes pel·lícules, com ara Batman Begins, i ha actuat als teatres de Broadway. Entre 2006 i 2012 ha estat casada amb l'actor Tom Cruise, de qui té una filla.

## Biografia
Holmes, batejada sota la religió cristiana catòlica, va anar a l'Església i Escola Cristo Rey a Toledo. La seva escola secundària va ser l'Acadèmia de Notre Dame, alma mater de la seva mare, on va obtenir un grau acadèmic de 4,0. A St. John's Jesuit High School and Academy, una escola secundària propera, va aparèixer en musicals escolars, representant una cambrera en Hello, Dolly! i a Lola en Damn Yankees. Va obtenir 1310 de 1600 punts en la seva prova SAT i va ser acceptada a la Universitat de Colúmbia (i va anar a sessions d'estiu); el seu pare volia que ella fos metge. Holmes va dir en el periòdic de la seva ciutat natal, The Blade, que les tres paraules que millor la descriuen a si mateixa són "honesta, decidida, i imaginativa".
Als catorze anys, va començar a anar a classes en una escola de modelatge a Toledo, dirigida per Margaret O'Brien, que la va portar a la Competició de l'Associació Internacional de Talent i Modelaje (IMTA) celebrada a la Ciutat de Nova York el 1996. Allà va conèixer un agent després de realitzar un monòleg de Matar un rossinyol. Una cinta de l'audició va ser enviada al director de càsting de la pel·lícula La tempesta de gel, dirigida per Ang Lee. Va obtenir el paper de Libbets Casey, en la pel·lícula que va protagonitzar Kevin Kline i Sigourney Weaver. Ang Lee va dir a The Blade, "Katie va ser seleccionada perquè tenia la quantitat perfecta d'innocència i mundanitat que necessitàvem per Libbets. Jo estava conquistat pels seus ulls ben oberts."

## Carrera
Quan encara era petita, va assistir a la “Convenció Internacional de Talent i Modelaje”, a Nova York, i allà va conèixer Al Onorato, un productor i representant d'artistes, que va descobrir el talent de Katie i finalment la va convèncer de viatjar a Los Angeles per fer una audició per un paper en un pilot per a televisió. Finalment, va aconseguir el paper que la portaria a la fama: es va convertir en la dolça Joey, de la popular sèrie Dawson's Creek.
El seu èxit més important després de Dawson's Creek va ser Batman Begins (2005). Encara que també va participar en pel·lícules aclamades per la crítica com Pieces of April (2003) i Gràcies per fumar (2005).
Després de les seves noces amb Tom Cruise el 2006 Katie es va mantenir pràcticament allunyada de la pantalla gran. L'única excepció va ser Boges pels diners (2008), per la qual va renunciar a reprendre el seu paper de Rachel Dawes en la seqüela de Batman. La va substituir Maggie Gyllenhaal.
El 2009 Katie va reprendre la seva carrera com a actriu i va gravar tres pel·lícules: les comèdies The Extra Man i The Romantics, ambdues el 2010, i el thriller Don't Be Afraid Of The Dark l'estrena de la qual es va realitzar el 2011. A més aquest mateix any va suposar la seva primera incursió al món de la producció amb The Romantics.

## Vida personal
Holmes va anar a viure a Willington el 2002. Quan va acabar Dawson's Creek el 2003, es va traslladar a Los Angeles, Califòrnia, després a Nova York el 2005, abans d'anar a Los Angeles novament quan es va casar amb Tom Cruise Holmes va sortir amb el seu company de treball de Dawson's Creek Joshua Jackson a principis del programa. Després que la seva relació acabés pacíficament, ella va declarar a Rolling Stone, "Em vaig enamorar, vaig tenir el meu primer amor, i era una cosa tan increïble i indescriptible que ho atresoraré sempre. I em sento tan afortunada perquè ell ara és un dels meus millors amics." Holmes va conèixer a l'actor Chris Klein el 2000. Klein i Holmes es van comprometre a finals de 2003, però a principis de 2005 Katie i Klein van acabar la relació. La premsa ho va atribuir a la distància imposada per les seves carreres. La tardor de 2005, Klein va parlar sobre la ruptura, "Vam créixer. La fantasia s'havia acabat i la realitat es va imposar." Holmes li va dir a un periodista el 2005, "Chris i jo ens preocupem per tots dos i encara som amics.
Al juliol de 2009, Holmes, Nigel Lythgoe, Adam Shankam i Carrie Ann Inaba van anunciar el llançament d'un fons de beques de ball anomenat Fundació Dizzy Feet.
El 2009, va començar una línia de roba anomenada Holmes&Yang amb el seu estilista Jeanne Yang. La línia es realitza exclusivament a Maxfield a Los Angeles i Barneys New York.

### Relació amb Tom Cruise
Setmanes després que la seva relació amb Chris Klein acabés, Holmes va començar a sortir amb l'actor Tom Cruise. La seva primera aparició en públic va ser el 29 d'abril de 2005, a Roma, en els Premis David di Donatello. La seva família va expressar el seu suport, amb el seu pare dient "Estem molt emocionats per Katie", i va dir que la seva filla era "una noia molt madura amb un bon cap sobre les seves espatlles. De tot el que hem llegit i parlat sobre Cruise, ell és humanitari i de classe real. Des de la perspectiva d'un pare, estem molt emocionats pels dos." La germana de Holmes, Tamera, va die, "Ambdós són persones meravelloses."
El 23 de maig de 2005, Cruise va aparèixer en The Oprah Winfrey Show, saltant en el sofà de Winfrey i declarant al seu amor per Holmes. Ell va anar darrere de l'escenari i va treure a l'actriu avergonyida al programa. Cruise va proposar matrimoni a Holmes el matí del 17 de juliol de 2005, al cim de la Torre Eiffel a París; ella va acceptar. En la conferència de premsa, assistida per la mare de Holmes, Cruise va anunciar les notícies, declarant, "Avui és un dia magnífic per a mi. Estic compromès amb una dona magnífica." La parella va anunciar que Holmes estava embarassada.
El 18 d'abril de 2006 va néixer la primera filla biològica de Cruise, a la qual van anomenar Suri. El 18 de novembre d'aquell any, Holmes i Cruise es van casar al castell Odescalchi a Bracciano, Itàlia, en una cerimònia en que van assistir moltes estrelles de Hollywood. Els publicistes dels actors van dir que la parella havia "oficialitzat" el seu matrimoni a Los Angeles el dia anterior a la cerimònia a Itàlia.

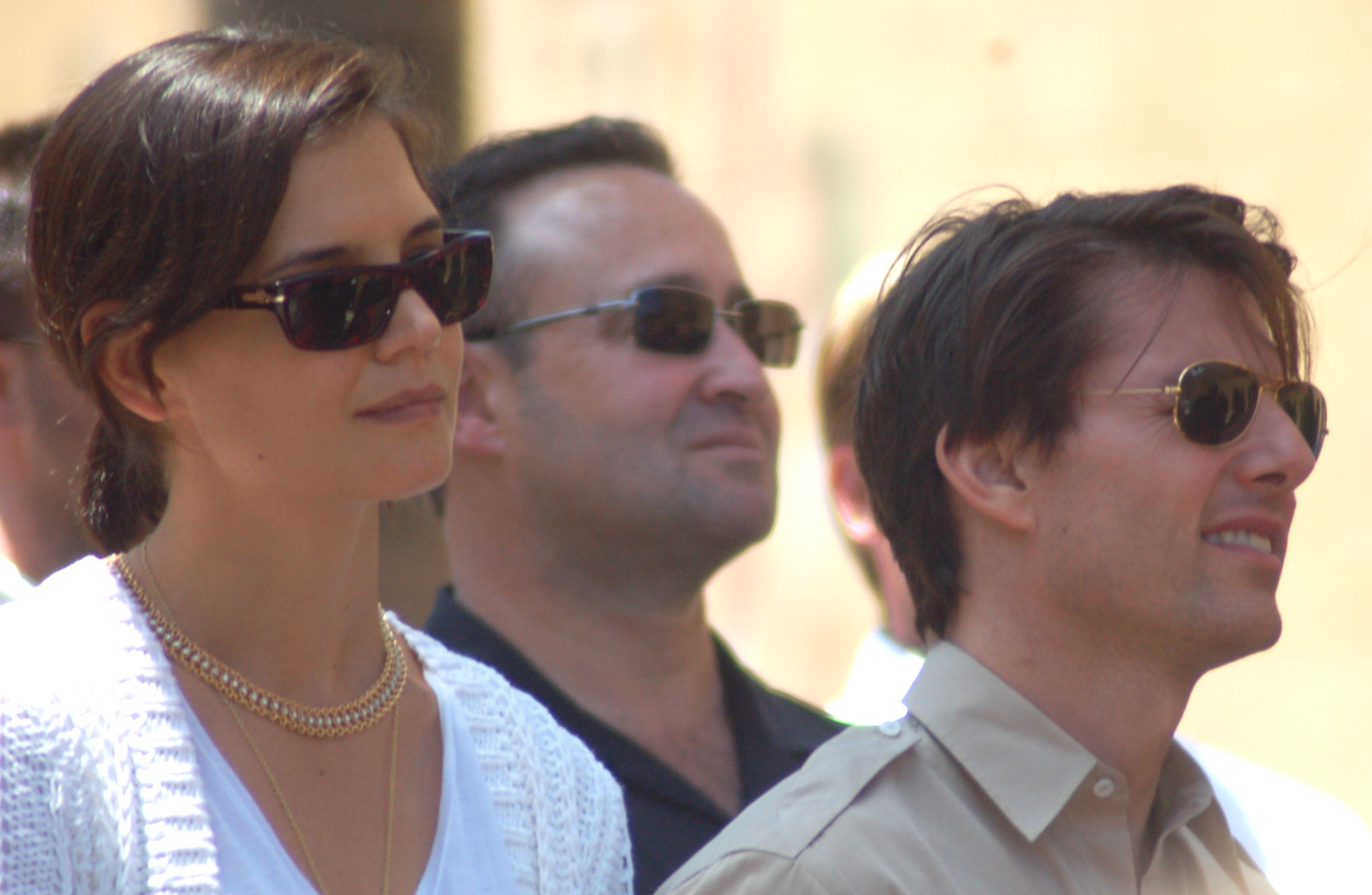
Tom Cruise i Katie Holmes el 2009

El 29 de juny de 2012 Tom i Katie anuncien la ruptura del seu matrimoni, després d'haver-ho deixat per telèfon El juny de 2012 Holmes va al·legar diferències irreconciliables i va sol·licitar la custòdia de Suri. Segons apunta el mitjà TMZ, el motiu principal que va portar a l'actriu a fer el pas va ser l'obsessió desmesurada que mostrava el seu marit per la cienciología El famós actor pretenia que Suri s'unís a la «Sea Organization». Una branca de la Cienciologia en la qual els nens són enviats, sense els seus pares, a submergir-se en les creences amb disciplina semblant a la militar. Viuen junts i no se'ls permet casar-se amb ningú que no pertanyi de la «Sea Org», encara que no els permeten tenir fills, per la qual cosa si alguna dona es queda embarassada és forçada a avortar. Tampoc creuen en la medicina, els membres no tenen assegurança mèdica i reben els tractaments que l'organització cregui oportuns. No és gens fàcil sortir d'aquí, inclou un procés de tres anys de pressió, aïllament, etc.
Per aconseguir separar-se de Tom Cruise, Holmes va portar tot el procés en absolut secretisme, gràcies a l'ajuda que va rebre de Nicole Kidman, exparella de Cruise, que la va aconsellar i donar suport al llarg del dur plet. A principis de juny, mentre ell es trobava a Islàndia rodant una pel·lícula, Holmes va llogar un pis a Nova York, i li va dir a Cruise que es mudaria per tenir més privadesa i fugir dels paparazzi. En aquella època, l'actriu va utilitzar un telèfon mòbil d'un sol ús per parlar en secret amb els seus advocats i preparar els detalls legals del divorci, va canviar les seves contrasenyes dels seus comptes privats, correus electrònics i comptes bancaris. Al final d'aquell mes Holmes li va dir al seu marit que volia el divorci. Katie va recórrer a Kidman, amb qui té una amistat des del 2006, quan va veure que el seu matrimoni no tenia solució, ja que l'actriu australiana havia passat per un dur procés per poder divorciar-se de Cruise.

### Cienciología
Holmes, que va ser educada com a católica, es va unir a la cienciologia poc després que la parella comencés a sortir. Poc després de començar la seva relació amb Cruise, Holmes va acomiadar la seva mànager i agent i va contractar la seva "nova millor amiga", Jessica Rodríguez provinent d'una família introduïda en la cienciología. Robert Haskell, que va descriure-la en un reportatge en la revista W, va dir que Rodríguez "me la van presentar com la 'chaperona cienciòloga' de Holmes, i va quedar clar que estaria present durant la entrevista malgrat les meves protestes."

### Suri Cruise
L'abril de 2006, Holmes va donar llum a una nena anomenada Suri. Los Angeles Times van resumir la declaració escrita per Cruise del naixement, dient que el nom "és una paraula amb orígens hebreu i persa. En hebreu, significa 'princesa' i en persa 'rosa vermella'. Encara que alguns lingüistes hebreus mai havien vist la paraula "princesa" escrita d'aquesta manera i el seu significat, uns altres van dir que era una pronunciació jiddisch del nom hebreu "Sarah".
Fins al setembre de 2006, Suri no havia estat vista en públic, la qual cosa va portar a històries sensacionalistes i dubtar de l'existència de la nena, comparant a Holmes i Cruise amb altres parelles cèlebres amb nounats com Angelina Jolie i Brad Pitt. Un exemple típic va ser la portada de US Weekly, "Misteriós bebè: Les visites dels millors amics negades, fotos de bebè cancel·lades, unes noces retardades, i Katie en reclusió."
Les primeres fotografies de la nena van aparèixer l'octubre de 2006 a Vanity Fair, fotografiada per Annie Leibovitz. En la història d'acompanyament, Holmes va dir, "no intentavem amagar res" i ella va dir que estava enutjada per la premsa. "Sé el que s'ha dit a la premsa. Aquest és el meu futur. Aquesta és la meva família i m'importen massa. Les històries no estan bé. Em fa mal perquè no està bé." Aquesta publicació de Vanity Fair es va convertir en la segona revista més venuda de tots els temps, venent més de 700,000 còpies.
L'abril de 2006, en una entrevista amb Diane Sawyer d'ABC News, Cruise va dir que ell i Holmes eren "simplement cienciòlegs" i que Suri no seria batejada catòlica. No obstant això, després de la separació amb Cruise, Katie Holmes va decidir tornar a la religió catòlica i criar a la seva filla Suri sota els preceptes d'aquesta Església. Per això, Holmes va matricular a la seva filla en el Col·legi Catòlic del Sagrat Cor de Jesús a Nova York (on van anar diverses celebritats, entre les quals es troben Lady Gaga i Paris Hilton).

## Filmografia

### Cinema
| Any  | Pel·lícula                                            | Paper                   |
| ---- | ----------------------------------------------------- | ----------------------- |
| 1997 | The Ice Storm                                         | Libbets Casey           |
| 1998 | Disturbing Behavior                                   | Rachel Wagner           |
| 1999 | Sense límit (Go)                                      | Claire Montgomery       |
| 1999 | Segrestant la senyoreta Tingle (Teaching Mrs. Tingle) | Leigh Ann Watson        |
| 2000 | Joves prodigiosos                                     | Hannah Green            |
| 2000 | Premonició (The Gift)                                 | Jessica King            |
| 2002 | La desaparició de l'Embry                             | Katie Burke             |
| 2003 | Phone Booth                                           | Pamela McFadden         |
| 2003 | El detectiu cantant (The Singing Detective)           | Infermera Mills         |
| 2003 | Pieces of April                                       | April Burns             |
| 2004 | First Daughter                                        | Samantha Mackenzie      |
| 2005 | Batman Begins                                         | Rachel Dawes            |
| 2005 | Gràcies per fumar (Thank You for Smoking)             | Heather Holloway        |
| 2008 | Mad Money                                             | Jackie Truman           |
| 2010 | The Extra Man                                         | Mary Powell             |
| 2010 | The Romantics                                         | Laura                   |
| 2011 | Don't Be Afraid of the Dark                           | Kim                     |
| 2011 | The Son of No One                                     | Kerry White             |
| 2011 | En Jack i la seva germana bessona (Jack and Jill)     | Erin Sadelstein         |
| 2017 | Logan Lucky                                           | Bobbie Jo Logan Chapman |
| 2018 | Dear Dictator                                         | Darlene Mills           |

### Sèries de televisió
| Anys      | Sèrie de televisió    | Paper                        | Notes                                 |
| --------- | --------------------- | ---------------------------- | ------------------------------------- |
| 1998-2003 | Dawson's Creek        | Josephine "Joey" Lynn Potter | Paper principal; 128 episodis         |
| 2008      | Eli Stone             | Grace                        | Episodi: "Grace"                      |
| 2011      | How I Met Your Mother | Slutty Pumpkin (Naomi)       | Episodi: "The Slutty Pumpkin Returns" |
| 2011      | The Kennedys          | Jackie Kennedy               | Minisèrie                             |